# Rio Iriri
O rio Iriri (Mẽbêngôkre Kororoti [kɔˌɾɔɾɔˈti] :40) é um curso de água que banha o estado do Pará, no Brasil.
É o maior rio do município de Altamira. Desde sua nascente no sul do município, na serra do Cachimbo, até onde deságua na margem esquerda do rio Xingu, possui novecentos quilômetros de extensão e sua largura chega a dois quilômetros.
É rico em variedade e quantidade de peixes e vem sendo usado para a pesca comercial e esportiva.
A navegação é possível em pequenas embarcações, mas possui trechos de pequenas corredeiras, o que dificulta a navegabilidade na época do verão amazônico.